# Robert z Newminster
Robert z Newminster (ur. ok. 1100 w Crave w Yorkshire, zm. 7 czerwca 1159 w opactwie Newminster) – angielski benedyktyn (OSB) i cysterski opat, święty Kościoła katolickiego.
Robert urodził się, w chrześcijańskiej angielskiej rodzinie, pod koniec XI wieku lub na początku XII w Crave (dzisiejsze Gargrave). Pomimo że rodzina nie była zamożna, ukończył studia, które odbył w Paryżu. Po otrzymaniu święceń kapłańskich został wikariuszem w rodzinnym mieście, jednak nie było to jego powołaniem. Wybrał życie kontemplacyjne.
Wstąpił najpierw do benedyktynów w Whitby, a następnie za zgodą przełożonych przeniósł się do cystersów (OCist.) w Fountains (1135). W 1138 roku wraz z grupą 13 zakonników założył własne opactwo Newminster w Morpeth (Northumberland), poświęcone Przenajświętszej Dziewicy, którego został pierwszym opatem.
Miał być prorokiem i wizjonerem oraz posiadać moc wypędzenia złych duchów. Po śmierci został otoczony kultem. Jest patronem cystersów.
Robert z Newminster nie został nigdy kanonizowany, jednakże w 1656 roku zakon cystersów zezwolił na oddawanie mu czci należnej świętym Pańskim, a Cezary Baroniusz wpisał go do Martyrologium Rzymskiego pod dniem 7 czerwca i w tym dniu obchodzone jest jego wspomnienie liturgiczne.
W ikonografii święty Robert przedstawiany jest, gdy poskramia złego ducha wzniesionym krzyżem, trzymając na łańcuchu szatana.